# هاري أوليفر (لاعب هوكي الجليد)
هاري أوليفر هو لاعب هوكي الجليد كندي، ولد في 26 أكتوبر 1898 في سيلكيرك في كندا، وتوفي في 16 يونيو 1985.

## وصلات خارجية
- هاري أوليفر على موقع دوري الهوكي الوطني (الإنجليزية)
- هاري أوليفر على موقع EliteProspects.com (الإنجليزية)
- هاري أوليفر على موقع HockeyDB.com (الإنجليزية)
- هاري أوليفر على موقع Hockey-Reference.com (الإنجليزية)